# المظلة الزرقاء
المظلة الزرقاء فيلم إنمي قصير، مدة 7 دقائق. من إنتاج ستديوهات بيكسار للرسوم المتحركة. صدر الفيلم في 21 يونيو من عام 2013. الفيلم من إخراج ساشكا أنسالد، وقام بالأداء الصوتي سارة جافي Sarah Jaffe.

## القصة
الفيلم يحكي قصة مظلة زرقاء تحملها أنثى في شارع مكتظ بالناس في يوم ممطر عاصف. الجميع في الشارع يحملون مظلات بلون واحد إلا التي تحمل المظلة الزرقاء ورجل يحمل مظلة حمراء سيظهر فيما بعد. الريح والمطر يشتدان بالناس، تطير المظلة الزرقاء من يد صاحبتها، لتصطدم بأرجل المارة، ثم تستقر في منتطف طريق محملة بسيارات مسرعة. تتعاون جميع الجمادات على إنقاذها: مواسير الصرف، أغطية البالوعات، صناديق البريد، إشارات المرور. تأتي صاحبة المظلة وتحملها بعد أن لهثت خلفها؛ فتجدها متهالكة مهترئة. المظلة الزرقاء تفتح عينيها فجأة في حالة إعياء فتجد المظلة الحمراء فوقها تقيها المطر المنهمر، في لحظة ذات دلالة على علاقة الرجل بالمرأة وكيف ينبغي أن تسود.

## إنتاج وتوزيع
الفيلم من إنتاج ستديوهات بيكسار للرسوم المتحركة، أما التوزيع فلشركة والت ديزني

## وصلات خارجية
- المظلة الزرقاء على موقع IMDb (الإنجليزية)
- المظلة الزرقاء على موقع روتن توميتوز (الإنجليزية)
- المظلة الزرقاء على موقع ألو سيني (الفرنسية)
- المظلة الزرقاء على موقع أول موفي (الإنجليزية)
- المظلة الزرقاء على موقع فيلمافينيتي (الإسبانية)
- المظلة الزرقاء على موقع قاعدة بيانات الفيلم (الإنجليزية)
- المظلة الزرقاء على موقع ليتربوكسد (الإنجليزية)
- المظلة الزرقاء على موقع كينوبويسك (الروسية)
- الموقع الرسمي